# ギヨーム10世 (アキテーヌ公)
ギヨーム10世（Guillaume X duc d'Aquitaine, 1099年 - 1137年4月9日）は、アキテーヌ公（在位：1126年 - 1137年）。ポワティエ伯ギヨーム8世（Guillaume VIII comte de Poitou）でもあった（在位：同）。 ル・トゥールーサン（le Toulousain、聖トゥールーズ公）もしくはル・サン（le Saint、聖者公）とも称された。
ポワティエ家（ラヌルフ家）最後の男性相続人・当主。アキテーヌ公兼ポワティエ伯ギヨーム9世と2人目の妃であったトゥールーズ伯ギヨーム4世の娘フィリッパ・ド・トゥールーズの長男。アンティオキア公レーモンの兄に当たり、フランス王ルイ7世妃・イングランド王ヘンリー2世妃として戴冠したアリエノール・ダキテーヌの実父である。

## 生涯
アキテーヌ公ギヨーム9世と妃フィリッパ・ド・トゥールーズの長男としてトゥールーズで生まれる。
ギヨームは、父の醜聞めいた行動や愛妾シャテルロー副伯夫人ダンジュルーズとの公然の関係から、長い間父と対立していた。1120年に父と歩み寄り、翌年1121年にダンジュルーズの娘であるアエノル・ド・シャテルローとの結婚を機に和解した。
ギヨーム10世は父ギヨーム9世のような天才的な芸術の才能や体格、行き過ぎた行動はなく、戦略家として優れてはいなかったが、好戦的な一面を持ち、フランス王国内における数々の紛争に関わった。ギヨームは騎士としては完璧な人物であり、大らかで国家運営に長けていた。
その一方、父同様に芸術を愛する文化人でもあり、トルバドゥール、音楽、文学のパトロンであった。また当時は支配者層も識字率が低く、読み書きができる者が少なかったが、ギヨーム10世は高水準の教育を受けており、教養深い人物であった。娘達にも自分と同じように質の高い教育を身に付けさせることに苦心した。
しかし、大らかであるがゆえに毅然とした態度を取れず、それが弱さとみなされ、乱暴な家臣たちからその権威を脅かされることもあった。
1126年、家臣オーヴェルニュ伯と地元の司教の間で対立が生じた際、フランス王ルイ6世はアキテーヌ公領に入り込んでこの対立を解決しようとしたため、ギヨーム10世が介入せざるを得なくなった。1127年、重罪を犯した家臣ギヨーム・ド・ルゼは、ギヨーム10世の訪問を受けてユーグ・ド・リュシニャンを含むポワティエの男爵を数名を捕らえ、法外な身代金を要求された。その後、ギヨーム10世はリュジニャン家とパルテネー家の同盟に対処する必要があった。
さらにノルマンディーに対抗すべく、アンジュー伯ジョフロワ5世と同盟を結び、その一方、1130年からその翌年にかけて、穏やかな国境北部でオーニスの自分の臣下イゼンベール・ド・シャトライヨンを制御するために長期にわたる戦争を強いられ、その他国境内において、武力を用いて制御した者が起こした反乱にも対処しなければならなくなった。
外交においてギヨーム10世は、1130年2月にローマで教皇ホノリウス2世が死去し、次期教皇の座を巡り枢機卿の間でインノケンティウス2世とアナクレトゥス2世の両派に分裂して抗争が起きた際、5年間は教皇インノケンティウス2世を支持する司教達に反発しアングレーム司教ジェラール2世と対立教皇アナクレトゥス2世を支援していた。しかし、クレルヴォーのベルナルドゥスと謁見した際にインノケンティウス2世を正当な教皇として認めるよう説得されたことにより考えを改め、インノケンティウス2世の支持者となった。ギヨーム10世は最初、ベルナルドゥスの訪問を受け、反教皇アナクレトス2世に汚されたことを聞くと、彼がミサを読んだ祭壇を打ち砕き、地面に投げ捨てるよう臣下に命じたため、ベルナルドゥスは身の危険を感じて逃走した。
ギヨーム10世は、教皇インノケンティウス2世を信奉する司教を教区から追放したため、教会から呪いを受けた。再びクレルヴォーのベルナルドゥスが、突然パルトネー城を訪ねて来た。
翌朝ギヨームとベルナルドゥスは教会に集まり、ミサが執り行われた。正門にいたギヨームにベルナルドゥスが近寄り、その言葉の猛攻によりギヨームは足元に前のめりになり、話によると唇から泡を吹きながら、うめき声をあげて倒れたとされる。ベルナルドゥスの命により、ギヨームはポワティエ司教の再任を許し、和睦したとされている。
同年1130年、ギヨーム10世は盟友であったアンジュー伯ジョフロワ5世とともにノルマンディーで作戦を展開することになった。この作戦の目的は、アンジュー伯夫人マティルダ・オブ・イングランドの権利を、簒奪者エティエンヌ・ド・ブロワから守ることであった。
1137年4月9日の聖金曜日、かつてアナクレトゥス2世を支持したことに対する贖罪を目的としたサンティアゴ・デ・コンポステーラへの巡礼中、食中毒に罹患して死去した。死の床でギヨーム10世は友でもあった主君のフランス王ルイ6世に自分の亡き後、当時15歳程であった長女アリエノール・ダキテーヌの後見及び、彼女に相応しい結婚相手との縁組を頼み遺した。ギヨームの遺言通りルイ6世はアリエノールの後見人となり、自分の息子の王太子ルイと結婚させた。
ギヨーム10世が生前に宮廷で保護していた曲芸師やトルバドゥールの中でも、マルカブリュとセルカモン（フランス語版）は、ギヨームの死後に哀悼を捧げている。セルカモンはプラーニュ（葬送の嘆き）を作曲した。
中世終期にギヨーム10世の逸話の一部が伝説上の人物ギヨーム・ド・ジェローヌと聖ギヨーム・ド・マラヴァッレの基になったとされる。

## 結婚と子女
ギヨーム10世は1118年もしくは1121年に結婚し、父の愛人ダンジュルーズとその夫シャテルロー副伯エメリー1世の娘アエノール・ド・シャテルローと結婚し、3子に恵まれた。
- アリエノール（1122/24年[15] - 1204年） - フランス王ルイ7世と結婚したが離婚、イングランド王ヘンリー2世と再婚
- ペトロニーユ（1125年頃 - 1193年頃） - ヴェルマンドワ伯ラウル1世と結婚
- ギヨーム＝エグレ（1126年 - 1130年）[16] - 母アエノールが死去した頃4歳で夭折

アエノールとの死別後、1136年に2人目の妻にリモージュ副伯アデマール3世ル・バルビュ（1139年没）とその妻マリー・ド・カールの娘に当たるコニャック卿バルドン未亡人エマ・ド・リモージュと再婚したされる。エマとの間に子女はなかった。ギヨーム10世と死別し再び未亡人となったエマはアングレーム伯ギヨーム6世と結婚した。

## 関連記事
- ポワティエ家
- ポワティエ伯
- アキテーヌ公